# 全面對抗：復仇時刻
《全面對抗：復仇時刻》是一款由索尼本德工作室所開發在PlayStation Portable平台的第三人稱射擊遊戲。遊戲宣布於7月15日在索尼的E3新聞發布會、在日本為2009年3月12日17日公布、2009年在北美，2009年3月20日在歐洲和3月26日在澳大利亞。在GameSpot，工作室接受記者採訪時表示，他們曾與Insomniac一同設計遊戲中的初始過程。本作是抵抗系列第3部游戏作品。遊戲設定於《全面對抗：人類沒落之日》和《抵抗2》之間。
2015年5月15日索尼关闭了《抵抗：惩罚》的线上服务。

## 遊戲系統
遊戲提供了可和8名玩家連線的網路遊戲模式，包括團隊殊死戰、搶旗、同化、圍堵等共同遊戲的功能。
瞄準系統的設計和別遊戲有所不同，不是按按鈕來鎖定敵人，而會幫玩家自動鎖定，玩家也能自行調整鎖定的目標。如同《全面對抗～人類沒落之日～》，也擁有新角色、槍械和補給。於2008年10月9日，它宣布能與玩家和他們的PlayStation 3《全面對抗2》的副本通用，「Resistance Connectr」這個新系統是用具有自己的PSP 2000或3000（也適用於PSP 1000）通過AV連接線輸出到電視，使用DualShock 3來遊玩《全面對抗：復仇時刻》。這是這兩個遊戲被稱為在PSP上增添一個全新、交叉鏈接的功能。雖然PSP Plus被啟用，據報導，旨在協助將被禁用，玩家將能夠投影控制，以更好地使用額外設置的PlayStation 3上的控制器。而DUALSHOCK 3的隆隆聲也將獲到認同。
同時宣布被感染模式，通過連接《全面對抗：復仇時刻》和《全面對抗2》用R2進入選擇畫面啟動「Infect your PSP!（感染你的PSP！）」，點選提供備用歷史中一個備用的故事。在監獄裡被遺棄，格雷森被前作主角史派克特中尉（Specter Lieutenant）和大衛·拉塞爾（David LaSalle）招募（從《R2》的故事情節），並感染了嵌合體病毒，是一個不同的模式，為感染森黑爾（Nathan Hale）病毒的變異版本。
而在「感染」模式，格雷森穿著史派克特的制服，並泛著嵌合體的雙眼。故事中格雷森若被感染，會相應地改變其行為。他得到一個在《R2》中使用的新武器「HE .44馬格南」，這能使引爆彈可以在遠程觸發。他有再生的健康值，不再需要尋找健康值藥包（health packs）。他可以在水下呼吸，這讓他達到以前無法達到的隱蔽之處。另一種的Intel隱藏在某個層次，收集所有「感染」的Intel就能解鎖等離子手雷和擴大故事。感染模式直到當玩家退出遊戲結束。
遊戲操作方面，以類比墊操作角色移動，「△」、「○」、「×」、「□」是控制控制視點和瞄準心的移動，「十字方向鍵」是切換武器形態（左右）和情報（上下），「R」是射擊，「L」是切換瞄準心或視點，「START」是暫停，「SELECT」是開啟任務細節和功能表清單。本遊戲會依玩家的遊戲機來調整語言，如玩家的PSP語言為日文那遊戲就會自動設為日本語，但PSP語言若是繁體中文時，那遊戲和其語音則會設定為英語。

## 情節

### 設定
本作為高人氣電子遊戲全面對抗系列的衍生作品，一款PlayStation Portable獨占遊戲，但不是採用第一人稱射擊遊戲，而是第三人稱射擊遊戲。故事敘述英國、美國士兵和異形怪物嵌合體的戰爭，怪物們佔領了許多地區，本作主要設在法國地區的戰地，面對火力強大的異形怪物，玩家需透過遊戲中獲得的武器、補給進行對抗行動。怪物除了普通的步兵型外，還有像「Titan」、「Boilar」或「Fury」等種類，其行動方式和力量都有所不同。雖然情節設於《全面對抗～人類沒落之日～》和《全面對抗2》之間，但主角並不相同，屬於外傳類型。

### 角色
- 詹姆斯·格雷森（James Grayson，聲：Robin Atkin Downes（英语：Robin Atkin Downes）／井上和彦）

本作主角。原為英國皇家海軍陸戰隊中尉，在一次行動時發現了自己的弟弟約翰尼正在被怪物改造，一槍殺死怪物後向夥伴要求親自將怪物化的弟弟解決，事成後對弟弟一事感到不悅，因此拋下自己的隊伍獨自在戰地掃蕩敵人。作戰成功後雖然成了英雄，但因擅自行動而被英軍收押，並如同被拋棄般入獄直至死刑到來。後來和蕾妮·布夏爾中尉交易，成了受馬基斯部隊僱佣的傭兵（降為二等兵），穿上兄弟的夾克後隨即前往法國戰地，作為本作的開端。因為是死刑犯所以作戰時都會被託付麻煩危險的任務。
- 蕾妮·布沙爾（Raine Bouchard，聲：Salli Saffioti（英语：Salli Saffioti）／朴璐美）

馬基斯部隊中尉，曾帶領同伴執行過歐洲地區的反抗行動，也曾和父親一同研究過抵消嵌合體的血清。在詹姆斯·格雷森臨刑前夜和他達成了交易，邀請經驗豐富的格雷森來和部隊一起到法國戰地。
- 羅藍·馬勒里（Roland Mallery，聲：Nolan North／立木文彦）

馬基斯部隊上校，是位熟練的飛行員和領導人，曾在盧森堡幫助數百人逃離敵人的攻擊。雖然被認為是一個英雄，但也會做出違反本份的事，如曾偷了物資送到難民所待的布達佩斯的一所孤兒院。在法國行動中作為格雷森的長官，對格雷森的無禮態度感到無奈。

### 故事
嵌合體怪物於兩個月前在倫敦摧毀了中央電視塔，英國擊敗了敵方軍隊，而英國皇家海軍陸戰隊中尉詹姆斯·格雷森（James Grayson）在轉化中心打死了一個嵌合體，並發現了他的弟弟約翰尼·格雷森（Johnny Grayson）即將變化成怪物士兵，格雷森的同夥隨即跟到，其中一人要將約翰尼殺死，但格雷森打算自己來處理，在約翰尼失去意識露出怪物般的叫聲時格雷森只好忍心將其射殺。但格雷森不情願地遵循有關感染的士兵協議，加上弟弟的死，這使他精神崩潰，拋棄了他的隊伍，自行對怪物展開行動。摧毀26轉換中心後，格雷森雖然成了立大功的英雄但因擅自行動而被英軍俘虜，遭到遺棄般判了死刑。三年後，臨刑前的夜晚，他的昔日長官史蒂芬·卡懷特（Stephen Cartwright）和曾參與過歐洲反抗行動的蕾妮·布沙爾（Raine Bouchard）中尉提供了格雷森以換取他對轉換中心的援助、知識和死緩。格雷森最初不答應，但當他得知布夏爾和她的父親正在開發一種來抵消嵌合體病毒的血清時，格雷森同意這筆交易，但他要求約翰尼的夾克作為一個額外的條件，因此格雷森作為了一個和「馬基斯（Maquis）」簽署而被釋放的僱傭兵（降為二等兵），前往位於法國戰地。

## 武器
武器方面和系列一樣，分為主武器和副武器，能依不同情況切換，但副武器多有子彈限制。以「方向鍵」切換武器形態。
- Tempesta.303步槍（Fucile Tempesta.303）：攻擊精確的卡賓槍，但威力不高，配有榴彈發射器。
- BM001剃刀（BM001 Razor）：由英國修改的嵌合體突擊步槍，會以非常準確的細胞能量，副武器作用為射擊出旋轉刀刃能量來反彈牆壁，打擊多個目標。
- BM003剃刀（BM003 Razor）：更強大的「BM001剃刀」。
- Fareye FR-1：遠程狙擊很有效，有一個副武器可使時間減慢的電磁脈衝，能更容易打到目標。
- Schrotflinte cal. 12：戰鬥霰彈槍可以攻擊單一和雙重目標。
- L206 LAARK：輕型反裝甲火箭可以發射出相當強大的火箭彈，具有能夠阻止火箭的副武器，並轉移到另一個目標。
- Auger WS：嵌合體突擊步槍可以放射性的熱穿透固體物質，消除消除目標的隱蔽物，也能承受住任何武器。
- Auger-FS Avanzato：加強「Auger WS」突擊步槍的版本，能以熱穿透固體物質，可用於消除目標的隱蔽物，但它也有可能會延遲打擊了敵人的防護。
- IWAO-R機槍（Mitragliatrice IWAO-R）：步兵炮，能在短時間內滅掉很多的敵人，玩家可製造出一個護盾，可吸收移動敵人的炮火。
- MAH- 50碎裂手榴彈（Granata a frammentazione MAH-50）：碎裂手榴彈，可對敵人造成爆炸的傷害。
- 等離子手雷（Granata al plasma）：更強大的炸彈，它附著在牆壁上。需先解鎖馬基斯的秘密才能使用。
- XR-004 Allure：強大的等離子榴彈發射器。需先解鎖Selvaggi才能使用。
- 長弓1S - 1K（Longbow 1S-1K）：強大的激光步槍。需先解鎖Vendetta才能使用。
- HE .44馬格南（HE .44 Magnum）：強大的新增武器。需先解鎖全部的項目才能使用。

## 珍藏版
《全面對抗：復仇時刻珍藏版》在歐洲發布，其中包括四個概念藝術明信片和促銷代碼下載獨家《全面對抗：復仇時刻》PSP主題。

## 試玩版
於2009年1月16日，索尼宣布，為預購遊戲者發布一個可下載的《全面對抗：復仇時刻》試玩版本。一開始提議只有在亞馬遜公司下載，直到擴展到GameStop和GameCrazy。該試玩版能讓單一玩家體驗遊戲系統和連線功能。在2009年2月12日，試玩版發布到歐洲PSN商店下載。還在2009年3月12日於北美PSN商店發布。

## 評價
《全面對抗：復仇時刻》已普遍獲得好評，在GameTrailers的總分10分贏得9.4分，並稱讚其試玩版和遊戲。還獲得2009年的遊戲冠軍和最好的PSP遊戲。分別在GameRankings和Metacritic，它目前在100評級中擁有85和84高分。GamePro的審稿Heather Bartron的封面招牌系統、逃避敵人的炮火、遊戲精心佈置的檢查站和關卡設計。Bartron寫道遊戲能吸引休閒和經驗豐富的玩家，雖然她不喜歡接近尾聲的那種重複性，而大多數以前的遊戲元素仍保留不變。

## 外部連結
- 《全面對抗》入口網站（页面存档备份，存于）
- 《全面對抗：復仇時刻》官方網站（页面存档备份，存于）
- 《全面對抗：復仇時刻》The Resistance Wiki - Wikia（页面存档备份，存于）